# Суперкубок Англії з футболу 1961
Суперкубок Англії з футболу 1961 — 39-й розіграш турніру, який відбувся 12 серпня 1961 року. Чемпіоном Англії та володарем кубка країни став «Тоттенгем Готспур». За рішенням Футбольної асоціації суперником лондонців стала збірна Футбольної асоціації Англії, яка скаладась в переважності із гравців
збірної Англії за виключенням гравців Тоттенгема.
| Володар Суперкубка Англії 1961   |
| -------------------------------- |
|                                  |
| «Тоттенгем Готспур» Третій титул |

## Учасники
| Клуб                | Участей | Роки (жирним виділено перемоги) |
| ------------------- | ------- | ------------------------------- |
| «Тоттенгем Готспур» | 3       | 1920, 1921, 1951                |
| Футбольна асоціація | дебют   | дебют                           |

## Матч

### Деталі
| 12 серпня 1961 |

| «Тоттенгем Готспур» | 3–2      | Футбольна асоціація |
| ------------------- | -------- | ------------------- |
| Сміт Аллен          | Протокол | Гейнс Берн          |

| Вайт Гарт Лейн, Лондон Глядачів: 36 593 Арбітр: Дік Віндл |

|  |  |

| В                |  | Білл Браун            |
| З                |  | Пітер Бейкер          |
| З                |  | Моріс Норман          |
| З                |  | Рон Генрі             |
| ПЗ               |  | Денні Бланчфлауер (к) |
| ПЗ               |  | Дейв Макай            |
| ПЗ               |  | Кліфф Джонс           |
| ПЗ               |  | Джон Вайт             |
| ПЗ               |  | Террі Дайсон          |
| Н                |  | Боббі Сміт            |
| Н                |  | Лес Аллен             |
| Головний тренер: |  |                       |
| Білл Ніколсон    |  |                       |

| В                   |  | Рон Спрінгетт    |
| З                   |  | Джиммі Армфілд   |
| З                   |  | Пітер Свон       |
| З                   |  | Мік Макніл       |
| ПЗ                  |  | Боббі Робсон     |
| ПЗ                  |  | Рон Флаверс      |
| ПЗ                  |  | Браян Дуглас     |
| ПЗ                  |  | Джиммі Робсон    |
| ПЗ                  |  | Джонні Гейнс (к) |
| Н                   |  | Джонні Берн      |
| Н                   |  | Боббі Чарлтон    |
| Головний тренер:    |  |                  |
| Волтер Вінтерботтом |  |                  |